# Tagelus affinis
Tagelus affinis är en musselart som först beskrevs av C. B. Adams 1852.  Tagelus affinis ingår i släktet Tagelus och familjen Solecurtidae. Inga underarter finns listade i Catalogue of Life.